# Kanaal Ieper-Komen

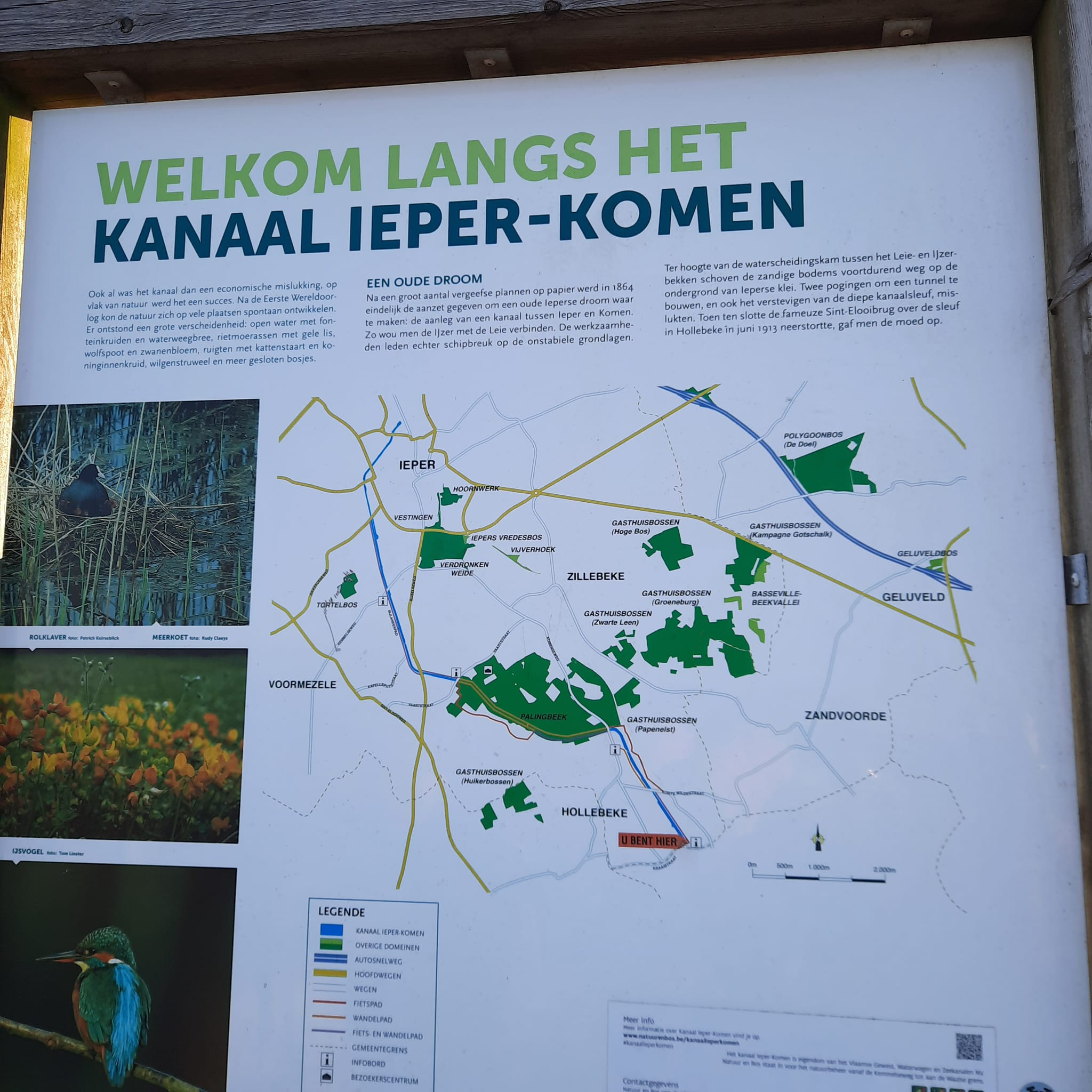

Het Kanaal Ieper-Komen (Oude vaart Ieper-Komen) was een gepland kanaal in de Belgische provincie West-Vlaanderen. Het moest een verbinding vormen tussen de IJzer (via de Ieperlee in Ieper) en de Leie in Komen.

## Geschiedenis

### Voorgeschiedenis
Reeds in de tijd van de Habsburgse Nederlanden waren plannen om een kanaal tussen Ieper en Komen te graven. Ieper wilde via de Staten van Vlaanderen zijn economische welstand behouden. Albrecht en Isabella lieten meerdere kanalen graven waaronder het Ieperleekanaal. 

### Chronologie
- 1859 - Goedkeuring van het kanaalontwerp Ieper - Leie door Ieperse volksvertegenwoordiger Alphonse Vandenpeereboom.
- 21 juli 1863 - Oprichting van de Compagnie du Canal de la Lys à l'Yperlée
- 1864 - Het graven werd gestart.
- 1866 - De bouw van de tunnel ter hoogte van de heuvelrug te Hollebeke mislukte door aardverschuivingen.
- Tussen 1873 en 1886 lagen de werken stil.
- 1889 - Ter hoogte van Hollebeke werd weer een tunnel gegraven.
- 1893 - Nu stortte ook deze tunnel weer in.
- 1910 - Men vatte toen het plan op, om het kanaalpeil 5 meter te verhogen door de aanleg van 2 bijkomende kanaalpanden en 2 aanvullende sluizen. Ook kwam er een stalen brug. Ook toen grondverschuivingen en barsten in de betonnen taludbekledingen voorkwamen, besloot men toch verder te werken.
- 29 november 1912 - De aannemer meldt aan de bevoegde minister dat de opdracht geslaagd was.
- 10 juni 1913 - De stalen brug stort in.

Door de aantocht van de Eerste Wereldoorlog werden de plannen van het kanaal Ieper-Komen opgeborgen. Nu kan men nog enkel de restanten van de werken bezichtigen in het (beschermd) natuurdomein De Palingbeek.
- 26-28 mei 1940 - De bedding van het kanaal fungeerde als buffer tegen de oprukkende Duitse troepen. Britse soldaten maakten het aldus mogelijk dat de restanten van het Franse en Belgische leger via Duinkerke naar Engeland konden worden overgebracht.
- Vandaag: In het Waalse deel is een fietspad aangelegd naast het kanaal dat opgenomen is in de RAVeL, het fietsnetwerk in Wallonië. In het Vlaamse deel kan men vanuit Ieper via het Bijlanderpad (dat ook parallel loopt aan het kanaal) het natuurdomein Palingbeek bereiken. Een fietspad tussen het Waalse (verharde) deel en de ingang van het natuurdomein aan de Komenseweg ontbreekt. Er is een onverhard stuk van de Waalse grens tot aan de Kortewildestraat te Hollebeke. Spoorlijn 69 loopt vanuit Komen tot aan domein De Palingbeek aan de andere kant van het kanaal richting Ieper.